# キャスリン・ジューステン
キャスリン・ジューステン（Kathryn Joosten, 1939年12月20日 - 2012年6月2日）は、アメリカ合衆国シカゴ出身の女優である。

## 来歴
シカゴで精神科の看護師だったというキャスリンは、40歳を過ぎてから長年の夢だった女優になることを決意。有名な演劇学校で学び、家計を支えるため様々な仕事をしながら演劇活動に専念するようになる。その後56歳で、一念発起してロサンゼルスに移住をすると、本格的に女優として活躍。『ER 緊急救命室』『ふたりは最高！ ダーマ＆グレッグ』『SCRUBS～恋のお騒がせ病棟』『アリー・myラブ』『バフィー ～恋する十字架～』など数々のTVドラマにゲスト出演し、『ザ・ホワイトハウス』のランディンハム夫人役を好演。さらに『デス妻』では、2005年と2008年にエミー賞でコメディ部門のゲスト女優賞を二度獲得した。
2012年06月1日、肺がんのため亡くなった。享年72歳。11年に渡り、がんとの闘病生活を送ってきたが、最期は2人の息子をはじめ家族に看取られて息を引き取ったという。葬儀は近親者のみで行われる模様。キャスリンさんは、40年以上も喫煙をしているヘビースモーカー。2001年に肺がんと診断されたが、化学療法や放射線治療を受けず手術だけで回復したものの、2009年9月に再発したことが明らかになった。ファイザーの肺がんキャンペーンのスポークスマンを務めた

## 出演作品

### 映画
- メガ・パイソンVSギガント・ゲイター（アンジー）
- アルビン2 シマリス3兄弟（しまっピーズ）vs.3姉妹（しまペッツ）
- ベッドタイム・ストーリー（ディクソン夫人）
- レールズ&タイズ（ブラウン夫人）
- 12人のパパ2
- ウェディング・クラッシャーズ
- コンバッション
- 狂気

### テレビシリーズ
- THE MENTALIST メンタリストの捜査ファイル シーズン4
- デスパレートな妻たちシーズン1〜8（カレン・マクラスキー）
- 続ハリーズ・ロー 裏通り法律事務所
- 名探偵モンク6
- ラスベガス シーズン5
- マイネーム・イズ・アール シーズン3
- マイネーム・イズ・アール シーズン1
- クローザー シーズン3
- グレイズ・アナトミー　恋の解剖学
- ギルモア・ガールズ シーズン5
- エバーウッド 遥かなるコロラド シーズン2
- ザ・ホワイトハウスシーズン1〜4（ランディンハム夫人）
- Scrubs〜恋のお騒がせ病棟 シーズン1
- アリー my Love シーズン4
- ふたりは最高! ダーマ&グレッグシーズン1，3，4（クレア）
- バフィー 〜恋する十字架〜 シーズン4
- ブルックリン74分署
- NYPD BLUE 〜ニューヨーク市警15分署 シーズン4
- ER緊急救命室 シーズン2